# كأس إسكتلندا 1890–91
كأس اسكتلندا 1890–91 (بالإنجليزية: 1890–91 Scottish Cup)‏ هو موسم من كأس اسكتلندا. فاز فيه هارت أوف ميدلوثيان.